# Louise Fahlman
Louise Johanna Fahlman, född Johanna Lovisa Jensen 30 juni 1856 i Njurunda socken, Medelpad, död 10 oktober 1918, var en svensk skådespelare.

## Biografi
Född i Medelpad av danska föräldrar, gifte hon sig med banktjänstemannen E. Fahlman 1875, och blev änka 1876; för att försörja sig började hon arbeta som skådespelare. Hon debuterade på Nya Teatern i Stockholm år 1878, och var 1879-1881 anställd på Stora Teatern i Göteborg, varefter hon återvände till Nya teatern 1881-1887 och efter gästspel på Södra Teatern och Djurgårdsteatern anställdes på Dramaten, där hon blev premiäraktris 1888. Hon kvarblev på Dramaten under 1890-talet och anslöt sig 1901 till Ranfts teatrar.  
Hon beskrevs som livlig och spirituell, med mjuk och klar röst och ett varmblodigt spel och hon engagerades ofta inom komedin.

## Filmografi
- 1919 – Sången om den eldröda blomman

## Teater

### Roller (ej komplett)
| År   | Roll                                    | Produktion                                       | Regi             | Teater                      |
| ---- | --------------------------------------- | ------------------------------------------------ | ---------------- | --------------------------- |
| 1889 |                                         | Exemplets makt Henri Meilhac och Ludovic Halévy  |                  | Kungliga Dramatiska Teatern |
| 1895 | Regina                                  | Regina von Emmeritz Zacharias Topelius           |                  | Kungliga Dramatiska Teatern |
| 1901 | Fru Montret                             | Familjeband Gaston Devore                        |                  | Kungliga Dramatiska Teatern |
| 1901 | Grevinnan de Céran                      | Sällskap där man har tråkigt Édouard Pailleron   |                  | Kungliga Dramatiska Teatern |
| 1902 | Lissy Larrabee                          | Sherlock Holmes Walter Christmas                 |                  | Svenska teatern, Stockholm  |
| 1904 | Regina Alberini                         | Lucifer Enrico Annibale Butti                    | Karl Hedberg     | Svenska teatern, Stockholm  |
| 1905 |                                         | Lågor i dunklet Enrico Annibale Butti            |                  | Svenska teatern, Stockholm  |
| 1906 | Tekla                                   | Fordringsägare August Strindberg                 |                  | Vasateatern                 |
| 1906 |                                         | Flyttfåglar Maurice Donnay och Lucien Descaves   |                  | Svenska teatern, Stockholm  |
| 1906 |                                         | Ett hems drama Tor Hedberg                       |                  | Svenska teatern, Stockholm  |
| 1906 | Catherine Petkoff                       | Hjältar George Bernard Shaw                      |                  | Svenska teatern, Stockholm  |
| 1906 |                                         | Livet på landet Fritz Reuter                     |                  | Svenska teatern, Stockholm  |
| 1907 |                                         | Johannes Hermann Sudermann                       |                  | Svenska teatern, Stockholm  |
| 1908 | Mrs Kitty Warren                        | Mrs Warrens yrke George Bernard Shaw             |                  | Svenska teatern, Stockholm  |
| 1908 |                                         | Karen Borneman Hjalmar Bergstrøm                 |                  | Svenska teatern, Stockholm  |
| 1909 | Miss Eliza MacGregor                    | Mrs Dot W. Somerset Maugham                      | Karl Hedberg     | Svenska teatern, Stockholm  |
| 1909 | Mrs Dudgeon                             | Djävulens lärjunge George Bernard Shaw           | Karl Hedberg     | Svenska teatern, Stockholm  |
| 1909 | Paulina                                 | En vintersaga William Shakespeare                |                  | Svenska teatern, Stockholm  |
| 1910 |                                         | Ybeck Ludvig Nordström                           |                  | Svenska teatern, Stockholm  |
| 1910 | Svärmor                                 | Kärlekens krokvägar Tor Hedberg                  |                  | Svenska teatern, Stockholm  |
| 1911 | Grevinnan Tersky                        | Wallenstein Friedrich Schiller                   | Gunnar Klintberg | Svenska teatern, Stockholm  |
| 1911 | Majorskan på Ekeby                      | Gösta Berlings saga Selma Lagerlöf               | Albert Ranft     | Svenska teatern, Stockholm  |
| 1911 | Hushållerskan                           | Kärlekens ögon Johan Bojer                       |                  | Svenska teatern, Stockholm  |
| 1911 | Fru Hughes                              | Den starkaste Clyde Fitch, regi Gunnar Klintberg |                  | Svenska teatern, Stockholm  |
| 1912 | Ebba Karlsdotter, nunna i Vreta kloster | Gustav Vasa August Strindberg                    |                  | Svenska teatern, Stockholm  |
| 1912 |                                         | De fem frankfurtarna Carl Rössler                |                  | Svenska teatern, Stockholm  |
| 1912 |                                         | Det starkare könet John Valentine                |                  | Svenska teatern, Stockholm  |
| 1913 |                                         | Halvblod Algot Sandberg                          |                  | Svenska teatern, Stockholm  |
| 1914 | Drottning Isabeau                       | Jungfrun av Orléans Friedrich Schiller           |                  | Svenska teatern, Stockholm  |

## Rollporträtt

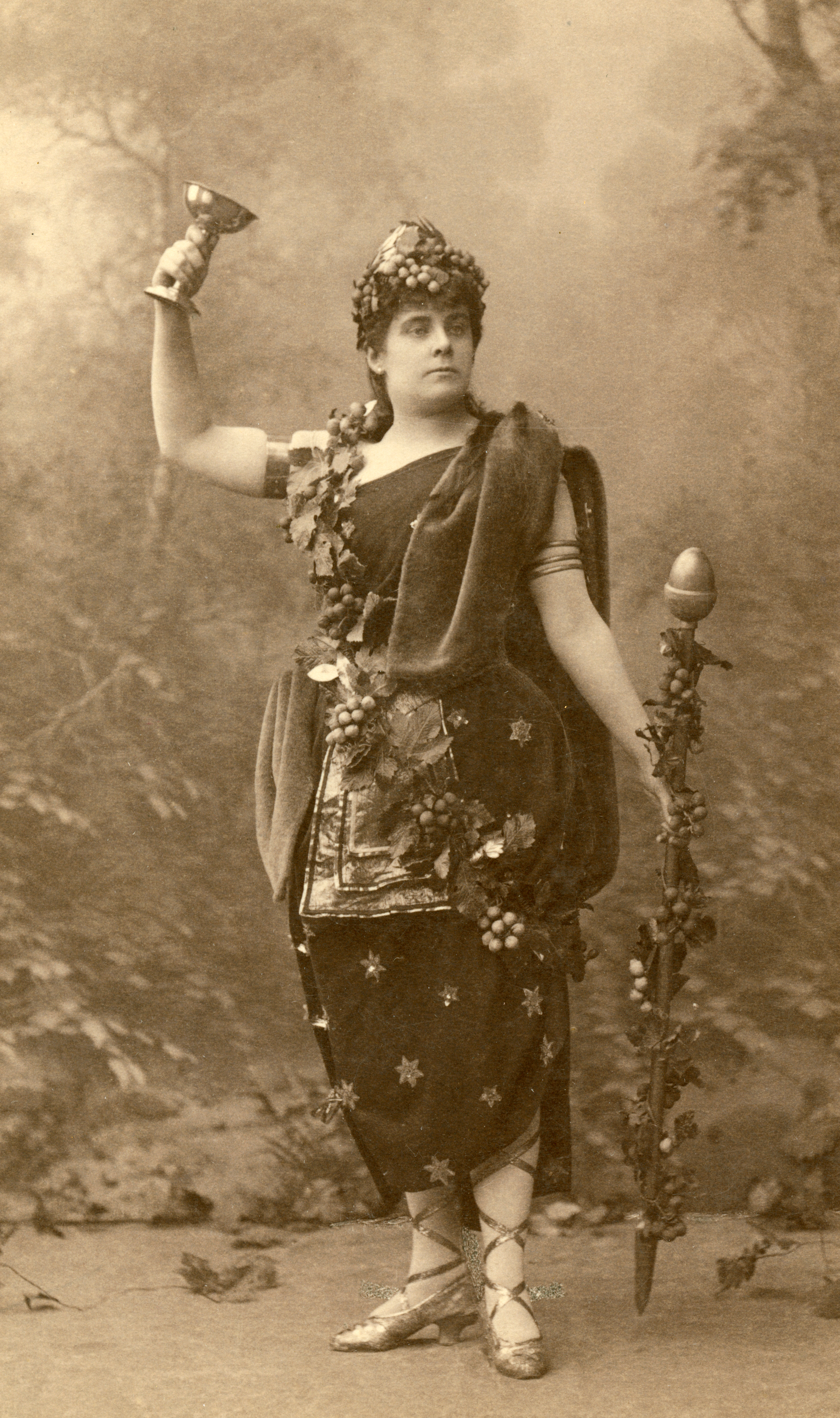
Som Messalina i Arria och Messalina av Adolf von Wilbrandt på Nya teatern 1887.
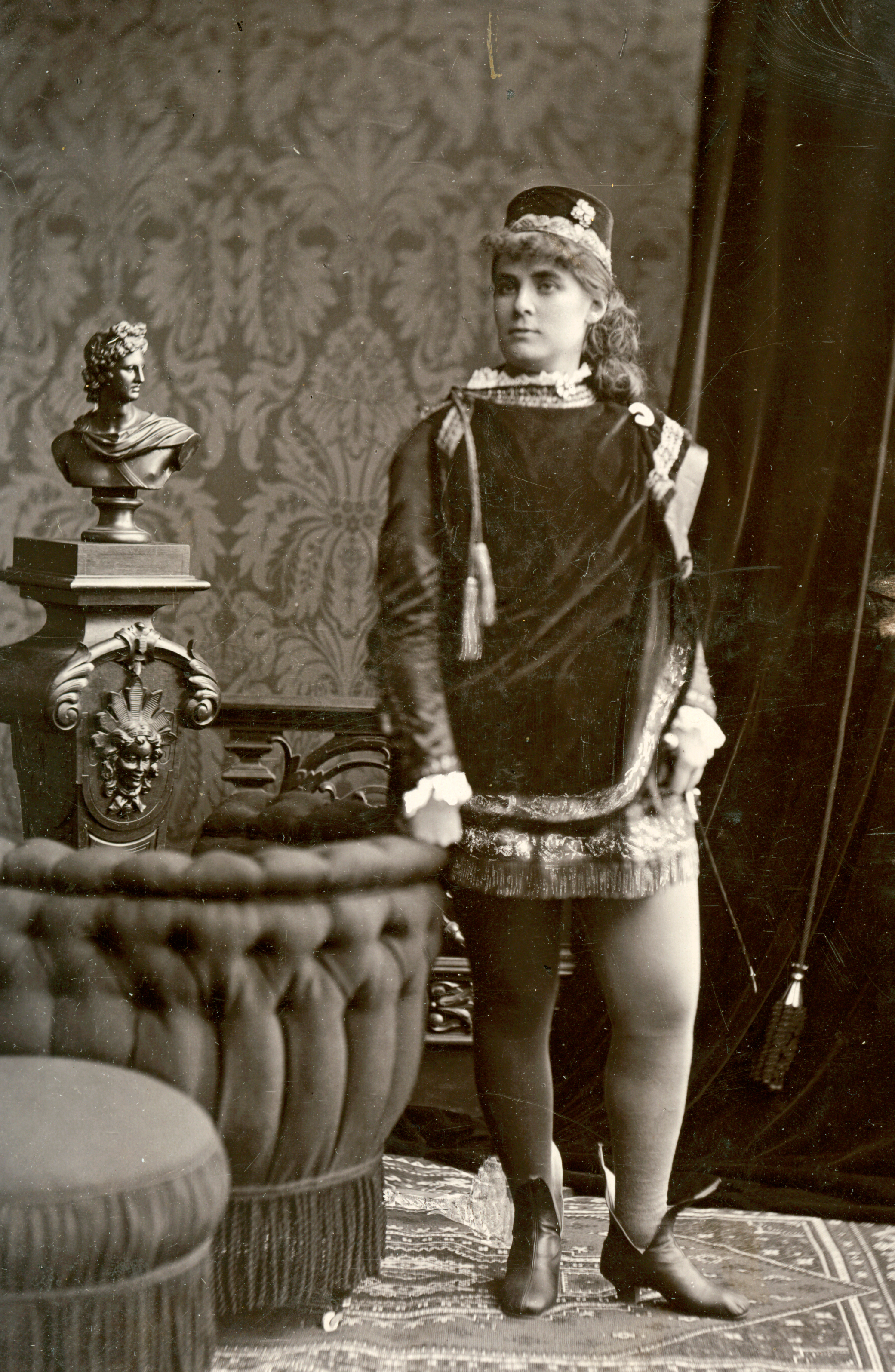
Titelrollen i Boccaccio på Stora Teatern, Göteborg 1880
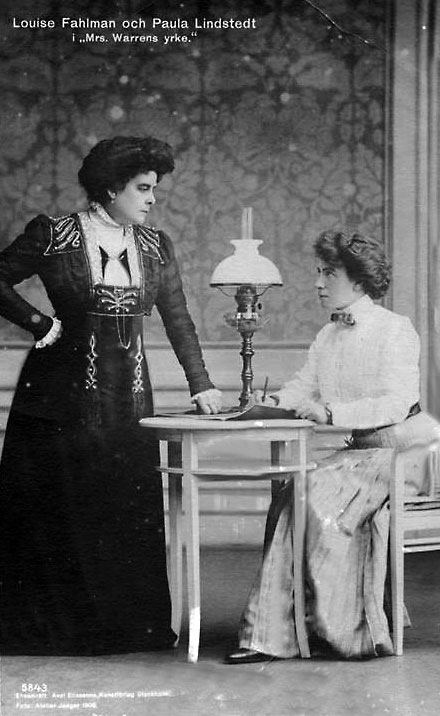
Mot Paula Lindstedt i Mrs. Warrens yrke.